# Mammillaria polythele
Mammillaria polythele (укр. Мамілярія політеле, мамілярія багатососочкова) — сукулентна рослина з роду мамілярія (Mammillaria) родини кактусових (Cactaceae).

## Історія

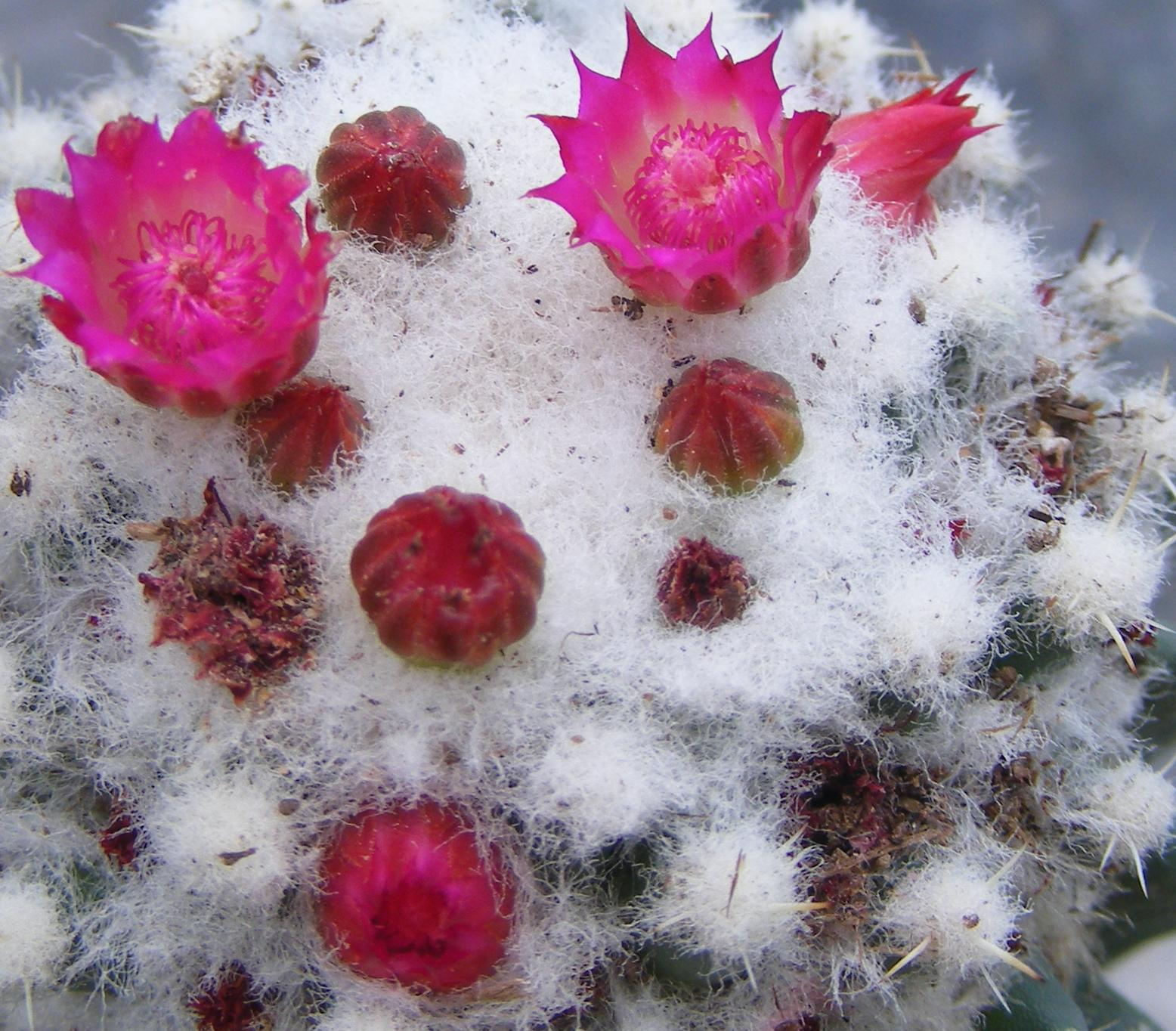
Квітуча Mammillaria polythele

Вид вперше описаний німецьким ботаніком Карлом Фрідріхом Філіппом фон Марціусом (нім. Carl Friedrich Philipp von Martius, 1794—1868) у 1832 році у виданні нім. «Novorum Actorum Academiae Caesareae Leopoldino-Carolinae Germanicae Naturae Curiosorum».

## Етимологія
Видова назва означає «багатососочкова».

## Ареал і екологія
Mammillaria polythele є ендемічною рослиною Мексики. Ареал розташований у штатах Ідальго, Керетаро і Гуанахуато. Рослини зростають на висоті від 1700 до 2400 метрів над рівнем моря серед досить густої рослинності, разом з Sedum humifusum і Calibanus hookeri. Росте в ксерофільних чагарниках і в дубових лісах.

## Морфологічний опис
| Орган              | Опис |
| Рослини            | поодинокі. |
| Коріння            | |
| Стебло             | циліндричне, звичайно вертикальне, але іноді лежить на землі, до 60 см заввишки, в діаметрі 5-15 см.                                                                                        |
| Епідерміс          | синьо-зелений. |
| Маміли             | стирчать, кулясто-конічні, з молочним соком. |
| Ареоли             | |
| Аксили             | укриті пухом. |
| Центральні колючки | немає. |
| Радіальні колючки  | іноді спочатку 2, спрямовані вгору і вниз, пізніше 3-4 або більше, або 3-8 зі змінною довжиною, від блідого до темно-коричневого відтінку, іноді червонувато-коричневі, завдовжки до 25 мм. |
| Квіти              | рожеві до рожево-пурпурного відтінку, до 10 мм завдовжки. |
| Бутони             | |
| Зовнішні пелюстки  | |
| Внутрішні пелюстки | |
| Тичинки            | |
| Маточка            | |
| Плоди              | булавоподібні, червоні. |
| Насіння            | темно-коричневе. |

## Різновиди

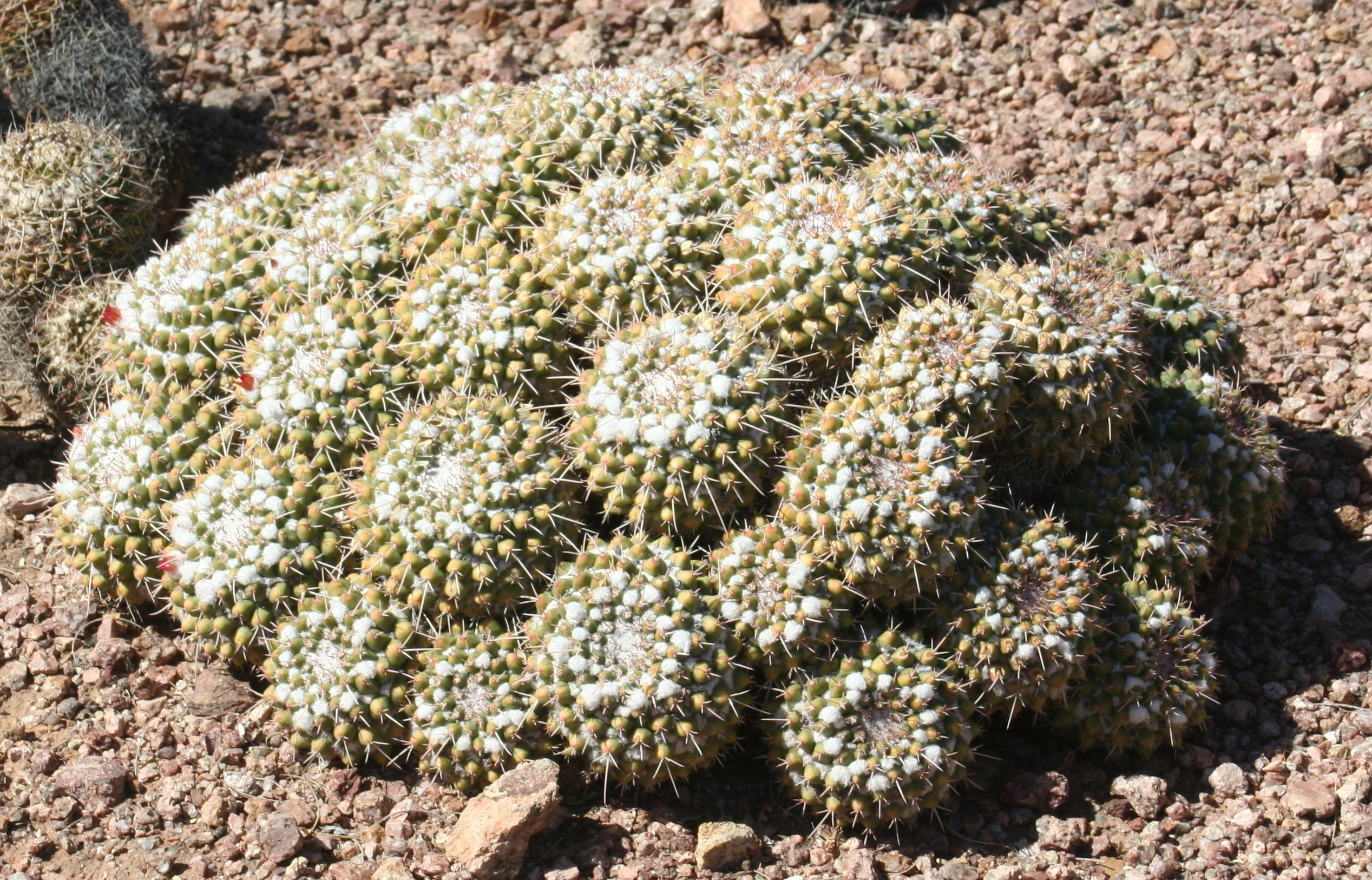
Mammillaria polythele subsp. durispina

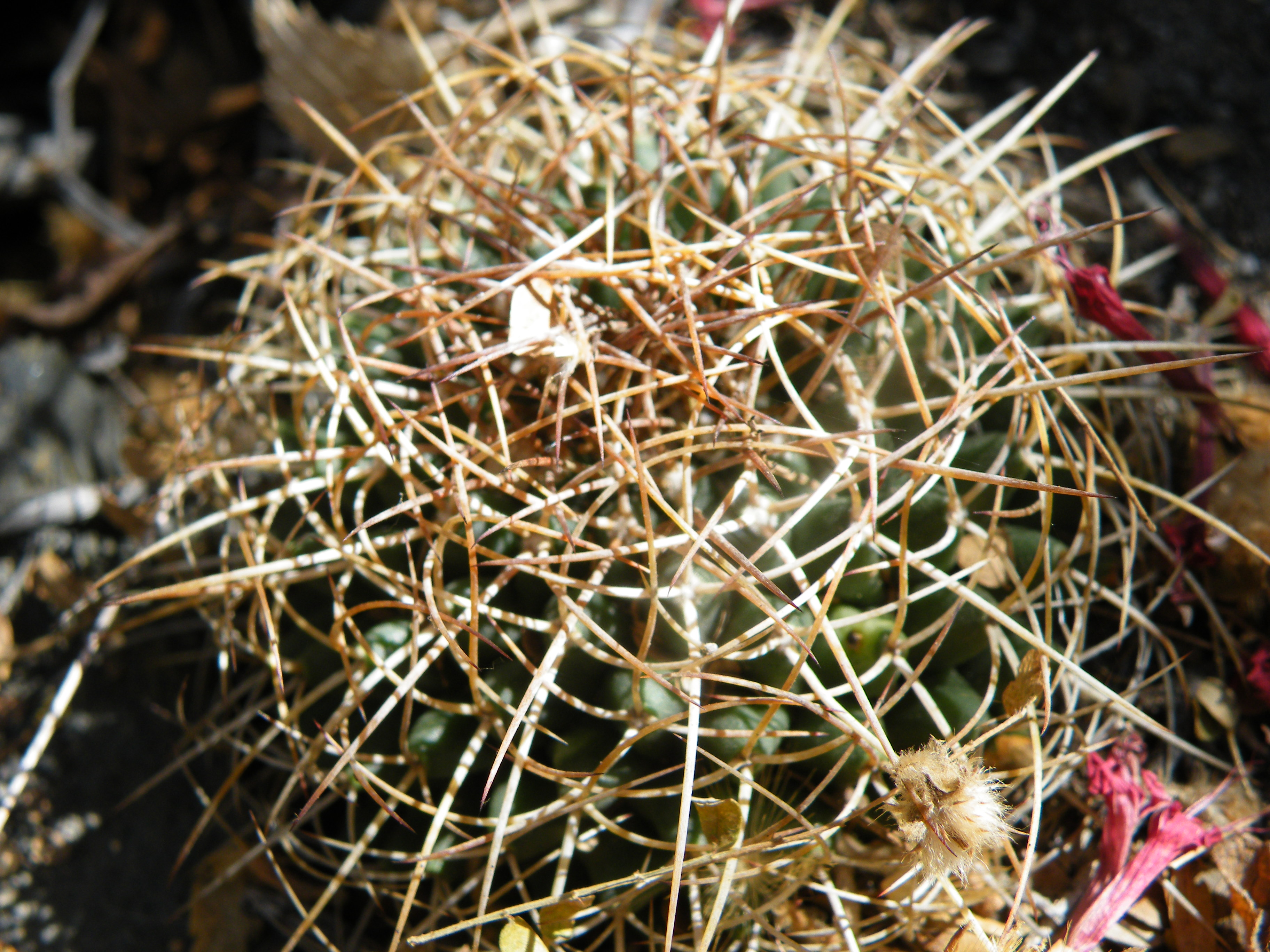
Mammillaria polythele subsp. obconella

Визнано три підвиди Mammillaria polythele: номінаційни підвид — Mammillaria polythele subsp. polythele і підвиди: durispina — Mammillaria polythele subsp. durispina(Boed.) D.R.Hunt і obconella — Mammillaria polythele subsp. obconella (Scheidw.) D.R.Hunt.

### Mammillaria polythele subsp. polythele
- Стебло — зазвичай 8-10 см в діаметрі.
- Центральних колючок — немає.
- Радіальних колючок — спочатку тільки дві, пізніше 3-4.
- Ареал зростання — Ідальго, Керетаро і Гуанахуато.

### Mammillaria polythele subsp. durispina
- Стебло — зазвичай 5-6 см в діаметрі.
- Радіальних колючок — 6-8, розходяться променями, що змінюються в довжині, завдовжки до 15 мм.
- Ареал зростання — Керетаро і Гуанахуато.

### Mammillaria polythele subsp. obconella
- Стебло близько 15 см в діаметрі.
- Колючок — 4, неоднакові — варіріюються, розташовані подібно хресту.
- Ареал зростання — Ідальго.

### Культурні форми
У культурі є кілька форм з аномальним розвитком колючок, абсолютно без них, або лише з однією—двома колючками на ареолу. Такі рослини виглядають досить незвично.
Однієї з форм було присвоєно назву 'Pico'.

## Чисельність, охоронний статус та заходи по збереженню
Mammillaria polythele входить до Червоного списку Міжнародного союзу охорони природи видів, з найменшим ризиком (LC).
Вид широко поширений і численний у всьому діапазоні зростання. Існує кілька загроз, які впливають на субпопуляції, але чисельність виду не знижується зі швидкістю, достатньою для обґрунтування внесення до категорії росин, що перебувають під загрозою.
Повідомляється про незаконну торгівлю дикими екземплярами, а рослини також використовуються місцево для споживання і декоративного використання. Загрозою також є випас кіз та вирубка лісів дуба.
Вид зустрічається  на природоохоронних територіях. Мало відомо про середовище існування та екологію цього виду.
Охороняється Конвенцією про міжнародну торгівлю видами дикої фауни і флори, що перебувають під загрозою зникнення (CITES).

## Використання та торгівля
Цей кактус вирощується як декоративний колекціонерами і незаконно збирається в дикій природі.

## Утримання в культурі
У культурі нескладний і досить поширений вид. Має тенденцію завалюватися після досягнення висоти близько 25 см. Справитися з цим можна, вибравши досить глибокий горщик, щоб було достатньо місця для підтримки нижньої частини стебла галькою або щебенем.